# 吴鲸
吳鯨（1485年—？），字龍化，大寧都司保定中衛官籍，直隸順天府三河縣人，明朝政治人物。

## 生平
正德八年（1513年）癸酉科順天鄉試第九名舉人，十六年（1521年）中式辛巳科會試第二百四十四名，三甲第二十三名進士。授嘉定縣知縣，嘉靖五年（1526年）調昌化縣知縣。

## 家族
曾祖吳把孫；祖父吳珍；父吳昇，母李氏（封淑人）。慈侍下。從兄吳春（指揮使），弟吳鴻、吳鳳、吳麟。